# Coppa dell'Africa Occidentale 1986
La Coppa dell'Africa Occidentale 1986 (1986 West African Nations Cup) fu la quarta edizione della Coppa dell'Africa Occidentale, competizione calcistica per nazione organizzata dalla WAFU. La competizione si svolse in Ghana dal 23 febbraio al 2 marzo 1986 e vide la partecipazione di cinque squadre: Burkina Faso, Ghana, Liberia, Niger, Togo.

## Formula
- Qualificazioni

Nessuna fase di qualificazione. Le squadre sono qualificate direttamente alla fase finale.
- Fase finale

Girone unico - 5 squadre, in un girone unico. Giocano partite di sola andata, le prime quattro classificate si qualificano per la fase a eliminazione diretta.
Fase a eliminazione diretta - 4 squadre, giocano partite di sola andata. La vincente si laurea campione dell'Africa Occidentale.

## Squadre partecipanti
| Pr. | Squadra      | Data di qualificazione certa | Partecipante in quanto | Partecipazioni precedenti al torneo | Ultima presenza     |
| --- | ------------ | ---------------------------- | ---------------------- | ----------------------------------- | ------------------- |
| 1   | Burkina Faso | -                            | Qualificata di diritto | 2 (1982, 1984)                      | Burkina Faso 1984   |
| 2   | Ghana        | -                            | Qualificata di diritto | 3 (1982, 1983, 1984)                | Burkina Faso 1984   |
| 3   | Liberia      | -                            | Qualificata di diritto | 2 (1982, 1983)                      | Costa d'Avorio 1983 |
| 4   | Niger        | -                            | Qualificata di diritto | 1 (1982)                            | Benin 1982          |
| 5   | Togo         | -                            | Qualificata di diritto | 3 (1982, 1983, 1984)                | Burkina Faso 1984   |

Nella sezione "partecipazioni precedenti al torneo", le date in grassetto indicano che la nazione ha vinto quella edizione del torneo, mentre le date in corsivo indicano la nazione ospitante.

## Fase finale

### Girone unico

#### Classifica
| Pos | Squadra      | P.ti | G | V | N | P | GF | GS | DR |
| --- | ------------ | ---- | - | - | - | - | -- | -- | -- |
| 1   | Ghana        | 7    | 4 | 3 | 1 | 0 | 9  | 2  | +7 |
| 2   | Togo         | 5    | 4 | 2 | 1 | 1 | 5  | 5  | 0  |
| 3   | Burkina Faso | 3    | 4 | 1 | 1 | 2 | 1  | 3  | -2 |
| 4   | Niger        | 3    | 4 | 1 | 1 | 2 | 3  | 6  | -3 |
| 5   | Liberia      | 2    | 4 | 1 | 0 | 3 | 3  | 5  | -2 |

#### Risultati
| Accra 23 febbraio 1986 | Liberia | 0 – 1 | Burkina Faso |  |

| Accra 24 febbraio 1986 | Ghana | 2 – 0 | Niger |  |

| Accra 24 febbraio 1986 | Togo | 1 – 0 | Burkina Faso |  |

| Accra 25 febbraio 1986 | Ghana | 2 – 2 | Togo |  |

| Accra 25 febbraio 1986 | Liberia | 3 – 0 | Niger |  |

| Accra 26 febbraio 1986 | Ghana | 3 – 0 | Liberia |  |

| Accra 26 febbraio 1986 | Burkina Faso | 0 – 0 | Niger |  |

| Accra 27 febbraio 1986 | Ghana | 2 – 0 | Burkina Faso |  |

| Accra 27 febbraio 1986 | Togo | 1 – 0 | Liberia |  |

| Accra 28 febbraio 1986 | Togo | 1 – 3 | Niger |  |

### Fase a eliminazione diretta

#### Tabellone
|  | Semifinali   | Semifinali   | Semifinali |      |       | Finale          | Finale          | Finale          |  |
|  |              |              |            |      |       |                 |                 |                 |  |
|  | Ghana        | Ghana        | 2          |      |       |                 |                 |                 |  |
|  | Ghana        | Ghana        | 2          |      |       |                 |                 |                 |  |
|  | Burkina Faso | Burkina Faso | 0          |      |       |                 |                 |                 |  |
|  | Burkina Faso | Burkina Faso | 0          |      | Ghana | Ghana           | 1               |                 |  |
|  |              |              |            |      | Ghana | Ghana           | 1               |                 |  |
|  |              |              | Togo       | Togo | 0     |                 |                 |                 |  |
|  | Togo         | Togo         | Togo       | Togo | 0     | 3               |                 |                 |  |
|  | Togo         | Togo         |            |      |       | 3               |                 |                 |  |
|  | Niger        | Niger        | 1          |      |       | Finale 3º posto | Finale 3º posto | Finale 3º posto |  |
|  | Niger        | Niger        | 1          |      |       |                 |                 |                 |  |
|  |              |              |            |      |       |                 |                 |                 |  |
|  |              |              |            |      |       | Niger           | Niger           | 2               |  |
|  |              |              |            |      |       | Niger           | Niger           | 2               |  |
|  |              |              |            |      |       | Burkina Faso    | Burkina Faso    | 1               |  |

#### Semifinali
| Accra 1 marzo 1986 | Ghana | 2 – 0 | Burkina Faso |  |

| Accra 1 marzo 1986 | Togo | 3 – 1 | Niger |  |

#### Finale 3º posto
| Accra 2 marzo 1986 | Niger | 2 – 1 | Burkina Faso |  |

#### Finale
| Accra 2 marzo 1986 | Ghana | 1 – 0 | Togo |  |